# أل أوفرتون
أل أوفرتون (بالإنجليزية: Al Overton)‏ هو مهندس ومهندس الصوت أمريكي، ولد في 20 مايو 1912 في كونيتيكت في الولايات المتحدة، وتوفي في 1 أغسطس 1985 في سان كليمينتي في الولايات المتحدة.

## وصلات خارجية
- أل أوفرتون على موقع IMDb (الإنجليزية)
- أل أوفرتون على موقع قاعدة بيانات الفيلم (الإنجليزية)